# ميرا فولفغانغ
ميرا فولفغانغ هي نقابية كندية، ولدت في مايو 1914 في مونتريال في كندا، وتوفيت في أبريل 1976 في ديترويت في الولايات المتحدة.